# Jariv Levin
Jariv Gideon Levin (héberül: יָרִיב גִּדְעוֹן לֵוִין) 1969. június 22-én született, izraeli jogász és politikus. Jelenleg a Likud párt képviselője a Kneszetben és a Kneszet házelnöke. Korábban belbiztonsági miniszter, turizmusminiszer és alija és integrációs miniszter volt.

## Életrajz
Levin Jeruzsálemben született, Gail és Aryeh Levin fiaként, az Izrael-díjas nyelvészetből. Anyai nagybátyja, Eliyahu Lankin, az Altalena hajó parancsnoka és az első Kneszet tagja volt, Herut képviselője, míg Menachem Begin a Sandek volt Levin körülmetélkedésén. 
Levin a jeruzsálemi Boyar Középiskolában tanult. Nemzeti szolgálata során arab fordítóként csatlakozott az IDF Hírszerző Testülethez, majd egy arab fordító tanfolyam parancsnokaként szolgált. 1995-ben kiadta a héber-arab-angol, arab-héber-angol és angol-arab-héber között lefordított gazdasági kifejezések szótárát.
Levin a Héber Egyetemen szerzett LLB-t, és ügyvédként dolgozott a polgári-kereskedelmi jog területén. Feleségül vette Yifatot, Ya'akov Shamai volt Kneszet képviselő lányát . Három gyermekük van, és Modi'inban élnek. 

### Politikai tevékenységek
Levin közéleti tevékenységét a Likud hallgatói frakciójában kezdte a Jeruzsálemi Héber Egyetemen, ahol szóvivőként, majd később a frakció alelnökeként tevékenykedett. 1997-ben a Likud fióktelepet Modi'inban létrehozó csapat élén állt, 2003-ban pedig a fióktelep elnökévé nevezték ki. Képviselte a Gázai kivonulási terv ellenzékét a Likud-tagok tervéről készített felmérés felügyelő bizottságában is, valamint a Knesset azon tagjait, akik a különböző jogi eljárásokban ellenezték a tervet.
2006-ban a Likud elnöke, Benjamin Netanyahu kinevezte Levint a kormányhatóságok felügyeletével foglalkozó Likud bizottság élére annak érdekében, hogy koordinálja a Likud ellenzéki tevékenységét a kormány és annak akkori miniszterelnöke, Ehud Olmert ellen . Levin fellebbezést nyújtott be a Legfelsőbb Bírósághoz a miniszterelnök ellen, amelynek eredményeként szociális jóléti minisztert neveztek ki hosszú idő után, amely alatt ez a pozíció nem volt betöltve.
A Likudban folytatott nyilvános tevékenysége mellett Levin részt vett az Új Fiatal Ügyvédek Frakciójának létrehozásában, amely 1999-ben vett részt először az Izraeli Ügyvédi Kamara intézményeinek választásain. Levint, aki a frakció listáját vezette, megválasztották a Szövetség Nemzeti Tanácsának tagjává és a frakciót képviselő Jeruzsálemi Kerületi Bizottság tagjává. A Nemzeti Tanács választásakor Levint az Izraeli Ügyvédi Kamara alelnökévé választották. Levint kinevezték az Ügyvédi Kamara ügyvédi bizottságának vezetőjévé is. Az Ügyvédi Kamara intézményeinek 2003-as választásán az Új Fiatal Ügyvédek Frakciója növelte hatalmát, Levint pedig az Ügyvédi Kamara elnökhelyettesévé nevezték ki (2003–2005). Az ügyvédi kamarában végzett munkája során részt vett a Sachar Mitzvah jogi segítő projektben, és az ügyvédek etikai szabályainak reformját vezette. Levin a bírói magatartást vizsgáló felmérés egyik kezdeményezője volt. Az ügyvédi kamara közzétette a felmérés eredményeit. 

### Tevékenység a 18. Kneszetben
A 2009-es kneszeti választásokat megelőző Likud-előválasztásokon Levint választották meg a központi régió képviseletében. A Likud-lista huszonegyedik helyére került, és bekerült a Kneszetbe, mivel a párt 27 mandátumot nyert. 2013 -ban újraválasztották, miután tizenhetedik helyet nyert a közös Likud- Yisrael Beiteinu listán. 2009. augusztus 3-án Levint kinevezték a Knesset-ház bizottságának elnökévé. Levin a Knesset képviselőjeként dolgozott a legfőbb ügyész jelöltjeinek kiválasztására vonatkozó bizottságban is.
Levin a házbizottság, valamint az Alkotmány-, Jogi és Igazságügyi Bizottság vegyes bizottságának elnöke volt a népszavazási törvényjavaslatban. Ez a törvénytervezet kimondja, hogy népszavazást kell tartani a szuverén földről való lemondás terve esetén. A törvényjavaslat második és harmadik olvasatot fogadott el 2010 novemberében, és törvény lett belőle. 40 törvényjavaslatot, amelyeket kneszeti képviselő Levin javasolt a 18. kneszet idején, a második és a harmadik olvasat során elküldték, és felvették az alapokmánykönyvbe, amely a Kneszet egyik tagjának minden idők rekordja volt egyetlen kneszeti ciklus alatt. 

### Tevékenység a 19. Kneszetben
A Likud 19. Kneszet jelöltlistájára rendezett választásokon Levint a 9. helyre választották meg, a 17. helyet szerezték meg a közös Likud - Yisrael Beiteinu listán, és ismét megválasztották a kneszeti szolgálatra. 2013. március 18-án Levint választották meg a koalíció vezetőjeként és a Likud - Yisrael Beiteinu frakció vezetőjeként. 2013. június 3-án ismét megválasztották a Kneszet képviselőjévé a bizottságban, amelynek célja jelöltek keresése a legfőbb ügyészi posztra. Levin, az Orit Strock MK-elnök mellett az Izrael földjének lobbi elnöke a Kneszetben. Levin a Kneszet képviselőjeként is részt vesz a legfőbb ügyész jelöltek kiválasztásának bizottságában.
Az MK Levin által javasolt 28 törvényjavaslatot eddig elfogadták a 19. Kneszetben, a második és harmadik olvasatot elfogadták, és törvénybe léptek.
2014 februárjában elfogadták a Levin által támogatott törvényjavaslatot, amely hivatalosan elismerte a keresztény arabokat külön jogi kisebbségként Izraelben.
Annak ellenére, hogy ő maga világi zsidósághoz tartozott, Levin kritizálta a reformzsidókat, különösen az Egyesült Államokban élőket, miután az izraeli kormány úgy döntött, hogy kibővíti a nyugati fal egalitárius szakaszát. Levin elmondta, hogy „az Egyesült Államokban élő reformzsidók haldokló világ. Az asszimiláció hatalmas léptékben zajlik. Ezt még közösségeikben sem követik megfelelően. Bizonyítja, hogy egy magát reform rabbinak nevező férfi ott áll egy papnál, és Hillary Clinton lányának esküvőjén szolgál, és senki sem ítéli el, ezzel legitimálva. ” 

### Tevékenység a 20. Kneszetben
Netanjahu miniszterelnök a 2015-ös választásokat követően közbiztonsági és turisztikai miniszterré nevezte ki Levint. 11 nap után feladta közbiztonsági portfólióját, amikor Netanjahu kinevezte Gilad Erdant a posztra.  2018. december 24-én kinevezték Alija és integrációs miniszterévé . 

## Politikai vélemények
Levin ócska nézeteket vall az izraeli – palesztin konfliktusról . Ellenzi a palesztin állam létrehozását, és hisz a zsidók jogában, hogy Izrael földjének minden részén maradjanak. 
Levin gyakran bírálja az izraeli bírósági rendszert, azt állítva, hogy egy kis elit vette át a rendszert, és megpróbálja használni annak meghatározása érdekében, hogy Izrael milyen értékeket él. 

## Fordítás
- Ez a szócikk részben vagy egészben  a   Yariv Levin című angol Wikipédia-szócikk ezen változatának fordításán alapul.  Az eredeti cikk szerkesztőit annak laptörténete sorolja fel. Ez a jelzés csupán a megfogalmazás eredetét és a szerzői jogokat jelzi, nem szolgál a cikkben szereplő információk forrásmegjelöléseként.